# Nagroda im. Kurda Lasswitza
Nagroda im. Kurda Lasswitza (niem. Kurd-Laßwitz-Preis) – niemiecka nagroda literacka w dziedzinie fantastyki naukowej, przyznawana corocznie przez autorów, tłumaczy, redaktorów, wydawców, grafików i dziennikarzy specjalizujących się w niemieckojęzycznej fantastyce. Nagroda została nazwana na cześć autora science fiction Kurda Lasswitza.
Nagrodę przyznaje się od 1980, początkowo w sześciu kategoriach („powieść”, „opowiadanie”, „krótka forma”, „tłumacz”, „grafik” i „nagroda specjalna”). W 1983 dodano kategorię „Najlepsza powieść zagraniczna” (od 1997 „Najlepsza praca zagraniczna”). W 1987 pojawiły się kategorie „słuchowisko radiowe” i „film”. W 1996 kategoria „film” została włączona do kategorii „nagroda specjalna”. W 1997 połączono kategorie „opowiadanie” i „krótka forma”. Do nominacji we wszystkich kategoriach, z wyjątkiem kategorii „Najlepsza praca zagraniczna”, zalicza się wyłącznie prace opublikowane pierwotnie w języku niemieckim w Niemczech, Austrii bądź Szwajcarii. Od 2000 (od 2007 naprzemiennie) wręczenie nagród odbywa się podczas Elstercon w Lipsku i Penta-Con w Dreźnie.
Najwięcej nagród zdobył Wolfgang Jeschke (19 w czterech różnych kategoriach), w kategorii pracy obcojęzycznej Iain Banks i China Miéville zdobywali nagrodę po 4 razy.

## Laureaci nagrody

### Najlepsza powieść niemieckojęzyczna
- 1981: Georg Zauner(inne języki), Die Enkel der Raketenbauer
- 1982: Wolfgang Jeschke, Ostatni dzień stworzenia(inne języki) (Der letzte Tag der Schöpfung)
- 1983: Richard Hey(inne języki), Im Jahr 95 nach Hiroshima
- 1984: Thomas R.P. Mielke, Sakriversum (Das Sakriversum)
- 1985: Herbert W. Franke, Die Kälte des Weltraums
- 1986: Herbert W. Franke, Endzeit
- 1987: Carl Amery(inne języki), Die Wallfahrer
- 1988: Gudrun Pausewang, Chmura(inne języki) (Die Wolke)
- 1989: Norbert Stöbe(inne języki), New York ist himmlisch
- 1990: Wolfgang Jeschke, Midas oder die Auferstehung des Fleisches
- 1991: Carl Amery(inne języki), Das Geheimnis der Krypta
- 1992: Christian Mähr(inne języki), Fatous Staub
- 1993: Herbert Rosendorfer, Die Goldenen Heiligen oder Columbus entdeckt Europa
- 1994: Thomas Ziegler(inne języki), Die Stimmen der Nacht
- 1995: Hans Joachim Alpers(inne języki), Das zerrissene Land
- 1996: Hans Joachim Alpers(inne języki), Die graue Eminenz
- 1997: Andreas Eschbach, Solarstation
- 1998: nagrody nie przyznano
- 1999: Andreas Eschbach, Wideo z Jezusem (Das Jesus-Video)
- 2000: Andreas Eschbach, Kelwitts Stern
- 2001: Michael Marrak(inne języki), Lord Gamma
- 2002: Andreas Eschbach, Quest
- 2003: Michael Marrak(inne języki), Imagon
- 2004: Andreas Eschbach, Der Letzte seiner Art
- 2005: Frank Schätzing, Odwet oceanu(inne języki) (Der Schwarm)
- 2006: Wolfgang Jeschke, Das Cusanus-Spiel
- 2007: Herbert W. Franke, Auf der Spur des Engels
- 2008: Andreas Eschbach, Do kropli ostatniej(inne języki) (Ausgebrannt)
- 2009: Dietmar Dath(inne języki), Die Abschaffung der Arten
- 2010: Andreas Eschbach, Ein König für Deutschland
- 2011: Uwe Post(inne języki), Walpar Tonnraffir und der Zeigefinger Gottes
- 2012: Andreas Eschbach, Herr aller Dinge
- 2013: Dietmar Dath(inne języki), Pulsarnacht
- 2014: Wolfgang Jeschke, Dschiheads
- 2015: Tom Hillenbrand(inne języki), Drohnenland
- 2016: Andreas Brandhorst(inne języki), Das Schiff
- 2017: Andreas Brandhorst(inne języki), Omni
- 2018: Michael Marrak(inne języki), Der Kanon mechanischer Seelen
- 2019: Andreas Eschbach, NSA – Nationales Sicherheits-Amt
- 2020: Andreas Eschbach, Perry Rhodan – Das größte Abenteuer
- 2021: Andreas Eschbach, Eines Menschen Flügel
- 2022: Uwe Hermann(inne języki), Nanopark
- 2023: Aiki Mira(inne języki), Neongrau – Game Over im Neurosubstrat
- 2024: Aiki Mira, Neurobiest
- 2025: Aiki Mira, Proxi

### Najlepsza powieść obcojęzyczna
- 1984: Brian Aldiss, Wiosna Helikonii (Helliconia Spring)
- 1985: Philip K. Dick, Valis (Valis)
- 1986: Daniel Keyes, The Minds of Billy Milligan
- 1987: Jerry Yulsman(inne języki), Elleander Morning
- 1988: Christopher Priest, The Glamour
- 1989: Orson Scott Card, Mówca umarłych (Speaker for the Dead)
- 1990: Lucius Shepard(inne języki), Life During Wartime
- 1991: Iain Banks, Most(inne języki) (The Bridge)
- 1992: Iain Banks, Fabryka os(inne języki) (The Wasp Factory)
- 1993: Iain Banks, Najemnik(inne języki) (Use of Weapons)
- 1994: Connie Willis, Księga Sądu Ostatecznego (Doomsday Book)
- 1995: Ian McDonald, Scissors Cut Paper Wrap Stone
- 1996: Stephen Baxter, Statki czasu (The Time Ships)
- 1997: Kate Wilhelm, Death Qualified: A Mystery of Chaos
- 1998: Iain Banks, Excession
- 1999: Ian McDonald, Sacrifice of Fools
- 2000: Greg Egan, Stan wyczerpania(inne języki) (Distress)
- 2001: Mary Doria Russell, Wróbel (The Sparrow)
- 2002: Connie Willis, Nie licząc psa (To Say Nothing of the Dog)
- 2003: China Miéville, Dworzec Perdido (Perdido Street Station)
- 2004: Vernor Vinge, Otchłań w niebie (A Deepness in the Sky)
- 2005: China Miéville, Blizna (The Scar)
- 2006: China Miéville, Żelazna Rada (Iron Council)
- 2007: Robert Charles Wilson, Spin (Spin)
- 2008: Siergiej Łukjanienko, Spektrum(inne języki) (Спектр)
- 2009: Charles Stross, Szklany dom(inne języki) (Glasshouse)
- 2010: John Scalzi, The Android's Dream
- 2011: China Miéville, Miasto i miasto (The City & the City)
- 2012: Paolo Bacigalupi, Nakręcana dziewczyna (The Windup Girl)
- 2013: Ted Chiang, Die Hölle ist die Abwesenheit Gottes (zbiór opowiadań)
- 2014: Jo Walton, Wśród obcych (Among Others)
- 2015: Ursula K. Le Guin, Raje utracone (Paradises Lost)
- 2016: Neal Stephenson, 7EW(inne języki) (Seveneves)
- 2017: Liu Cixin, Problem trzech ciał (Three-Body Problem)
- 2018: Nnedi Okorafor, The Book of Phoenix
- 2019: Jasper Fforde, Early Riser
- 2020: Margaret Atwood, Testamenty
- 2021: Simon Stålenhag(inne języki), Tales from the Loop
- 2022: Kim Stanley Robinson, The Ministry for the Future
- 2023: Becky Chambers, The Galaxy and the Ground Within
- 2024: Ursula K. Le Guin, Wracać wciąż do domu
- 2025: Becky Chambers, Monk & Robot (Psalm dla zbudowanych w dziczy i Modlitwa za nieśmiałe korony drzew)